# За танкову атаку (нагрудний знак)

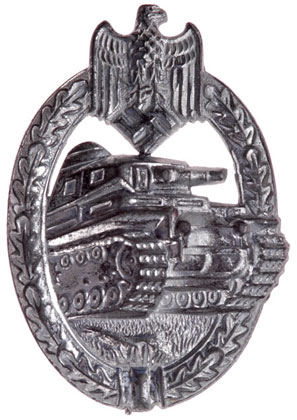
Зображення Срібного нагрудного знаку «За танкову атаку»

За танкову атаку — німецька медаль (нагрудний знак), нагородження якою проводилося протягом Другої світової війни. Засновано генерал-полковником  фон Браухічем 20 грудня 1939 для нагородження танкістів. Ескіз знаку розроблений берлінською фірмою Ernst Peekhaus. 6 червня 1940 року було затверджено «бронзовий» варіант нагороди.

## Критерії нагородження
Знак вручався за:
- Участь у трьох і більше окремих атаках;
- За отримання поранення під час бойової операції;
- За прояв особливої хоробрості в ході проведення бойової операції.

## Класи
Знак виготовлявся у двох класах.
- Бронзовий клас для екіпажів самохідних гармат, бронемашин і для бійців допоміжних підрозділів.
- Срібний клас призначався для нагородження танкістів.

У ході війни з'явилася проблема при виділенні зі складу екіпажів ветеранів, у зв'язку з чим в червні 1943 року були введені чотири додаткові класи знаку «За танкову атаку», а саме:
- 25 днів в бойовій обстановці;
- 50 днів в бойовій обстановці;
- 75 днів в бойовій обстановці;
- 100 днів в бойовій обстановці.

У нижній частині даної нагороди розташовувалася табличка із зазначенням числа атак. Перші два варіанти сріблилися, інші два виконувалися з позолотою.
Деякі джерела стверджують, що існувала версія знаку 200 днів в бойовій обстановці.

## Опис нагороди
На нагрудний знак в овальному вінку з дубового листя поміщений танк Panzer IV ранніх серій з короткоствольною 75-мм гарматою, що рухається зліва направо. Обрамляє зображення танка вінок, що складається з чотирьох дубових листків з одного боку і з п'яти листків з іншого. Ліва гусениця танка закриває один з дубових листків, розташованих справа. У верхній частині знаку знаходиться Герб Третього Рейху —  орел з розправленими крилами, що стискає в пазурах  свастику.
Знак виготовлявся з великим ступенем деталізації. На початку  Другої світової війни для його виготовлення використовували справжню  бронзу та срібло, оскільки ця нагорода була досить почесною серед військовослужбовців Вермахту. Однак у другій половині війни у зв'язку з погіршенням економічного становища  Німеччини для виготовлення цього і багатьох інших, схожих за матеріалом, нагрудних знаків стали використовувати посріблений цинк, що відповідним чином позначилося на якості виробу (в бік погіршення).

## Вручення і носіння нагороди
Нагорода вручалася в паперовому конверті. На лицьовій стороні конверта готичними буквами друкувалося назва нагороди, зі зворотного боку проставлявся штемпель фірми-виробника. До нагороди додавався звичайний набір документів (запис в солдатську книжку) із зазначенням імені одержувача, назви частини, підписом та штампом.
Даний нагрудний знак, як і інші, аналогічні йому, носився з лівого боку відразу під  Залізним хрестом 1-го класу або аналогічною йому нагородою.